# قانون أمن الدولة في البحرين
بعد استقلال البحرين عن بريطانيا في عام 1971 شرعت حكومة البحرين على فترة طويلة من القمع السياسي في ظل قانون أمن الدولة عام 1974 عقب فترة وجيزة من اعتماد أول دستور رسمي في البلاد في عام 1973. اعتراضات ساحقة لسلطة الدولة أدى إلى الحل القسري للمجلس الوطني عن طريق الأمير عيسى بن سلمان آل خليفة وتعليق الدستور حتى عام 2001. قانون أمن الدولة لسنة 1974 هو قانون استخدام من قبل حكومة البحرين لسحق الاضطرابات السياسية من عام 1974 حتى عام 2001. كانت هذه الفترة الأسوأ في مجال انتهاكات حقوق الإنسان والتعذيب في تاريخ البلاد. يسمح قانون أمن الدولة للحكومة باعتقال وسجن الأفراد من دون محاكمة لمدة تصل إلى ثلاث سنوات بتهمة ارتكاب جرائم تتعلق بأمن الدولة. المرسوم اللاحق لسنة 1974 تقرر فيه إنشاء محاكم أمن الدولة إضافة إلى تهيئة الظروف المواتية لممارسة الاعتقال التعسفي والتعذيب. ذكر أن حالة حقوق الإنسان في البحرين تدهورت حيث بلغت ذروتها في منتصف عقد 1990 عندما تم اعتقال الآلاف من الرجال والنساء والأطفال بصورة غير شرعية وتم توثيق تقارير عن التعذيب وسوء المعاملة ضد المعتقلين والمحاكمات بالمعايير الدولية.
تكشف تقارير منظمات حقوق الإنسان الدولية مثل هيومن رايتس ووتش ومنظمة العفو الدولية أنه خلال تنفيذ قانون أمن الدولة فإنه سهل استخدام التعذيب الروتيني للسجناء السياسيين وإدامة الانتهاكات الكبيرة لحقوق الإنسان لما يقرب من 25 عاما. في عام 2001 ألغى الملك حمد بن عيسى آل خليفة القانون وأعلنت البحرين ملكية دستورية في أعقاب استفتاء وطني.

## المرسوم بقانون بشأن تدابير أمن الدولة
صدر في قصر الرفاع في 7 شوال 1394 (22 أكتوبر 1974):

### المادة 1
إذا قامت دلائل جدية على أن شخصاً أتى من الأفعال أو الأقوال أو قام بنشاط أو اتصالات داخل البلاد أو خارجها مما يعد إخلالا بالأمن الداخلي أو الخارجي للبلاد أو بالمصالح الدينية والقومية للدولة أو بنظامها الأساسي أو الاجتماعي أو الاقتصادي أو يعد من قبيل الفتنة التي تؤثر أو من المحتمل أن تؤثر على العلاقات القائمة بين الشعب والحكومة أو بين المؤسسات المختلفة للدولة أو بين فئات الشعب أو بين العاملين بالمؤسسات والشركات أو كان من شأنها أن تساعد على القيام بأعمال تخريبية أو دعايات هدامة أو نشر المبادئ الإلحادية جاز لوزير الداخلية أن يأمر بالقبض عليه وإيداعه أحد سجون البحرين وتفتيشه وتفتيش سكنه ومحل عمله واتخاذ أي إجراء يراه ضروريا لجمع الدلائل واستكمال التحريات.
ولا يجوز أن تزيد مدة الإيداع على ثلاث سنوات. كما لا يجوز القيام بالتفتيش أو اتخاذ الإجراءات المنصوص عليها في الفقرة الأولى إلا بأمر من القضاء.
ولمن قبض عليه طبقا للفقرة الأولى أن يتظلم من أمر القبض بعد انقضاء ثلاثة شهور من تاريخ تنفيذه إلى محكمة الاسئناف العليا، ويتجدد التظلم كلما انقضت ستة أشهر من تاريخ القرار برفض التظلم.

### المادة 2
جلسات المحكمة سرية دائما، ولا يحضرها سوى ممثل الإدعاء والمتظلم وممثله، وتعقد بمقر محكمة الاستئناف العليا، ويجوز أن تعقد في أي مكان آخر بالمنامة أو خارجها إذا رأت المحكمة موجبا لذلك حفظا لأمن البلاد أو مراعاة للمصلحة العامة.

### المادة 3
للمحكمة ودون التقيد بالإجراءات المنصوص عليها في قانون أصول المحاكمات الجزائية وضع الإجراءات التي تسير عليها في نظر التظلمات مع مراعاة ما يأتي:-
1. الاعتماد في إصدار قراراتها على الأوراق والمستندات التي يقدمها الادعاء أو المتظلم.
2. تكون المرافعة أمام المحكمة مكتوبة سواء من الإدعاء أو الدفاع.
3. يجوز للمحكمة في سبيل تقدير الدلائل وتكوين عقيدتها أن تطلب إلى ممثل الإدعاء تقديم تقارير إضافية ممن شاركوا في جمع الدلائل على أن يكون ذلك مقصورا على غير من تقتضي مصلحة الدولة اعتبار أسمائهم ومحال إقامتهم وأماكن عملهم من الأسرار التي لا يباح إفشاؤها.
4. يكتفي بالنسبة لشهود نفي المتظلم بالإفادات التي تقدم منهم متضمنة معلوماتهم في شأن النقاط التي يرى المتظلم إيضاحها منهم، وللمحكمة أن ترفض طلب إفادات من شهود نفي المتظلم إذا رأت أن الإيضاحات المطلوبة منهم غير متعلقة بالواقعة المعروضة.
5. ولا يجوز تأجيل الفصل في التظلم بسبب تراخي هؤلاء الشهود في تقديم إفادتهم.
6. المستندات والتقارير المقدمة من الإدعاء تسلم له في مظروف مغلق عقب صدور قرار المحكمة، ولا يجوز طلبها في أي تظلم جديد إلا إذا جد ما يستوجب الإطلاع عليها، ويكون ذلك بقرار من المحكمة.
7. محاضر الجلسات تحرر من نسخة واحدة، ولا يجوز كتابة نسخ منها أو تصويرها، وتعتبر هي ومذكرات الدفاع والإدعاء وايفادات الشهود من الأسرار.
8. ويجب إيداعها بعد صدور القرار في التظلم خزانة المحكمة بعد وضعها في مظروف مغلق مختوما بخاتم رئيس المحكمة التي نظرت التظلم، ويحظر فتح هذا المظروف ولا يسحب من الخزانة إلا بقرار من المحكمة إذا اقتضت الضرورة الإطلاع عليه عند نظر تظلم آخر، وفي هذه الحالة يحرر محضر بالإجراءات يوضح فيه حالة المظروف ثم يعاد إغلاقه وفق الإجراءات المتقدمة وإيداعه الخزانة بعد نظر التظلم، وهكذا في كل تظلم.
9. يخطر وزير الداخلية بصورة من قرار المحكمة وفي التظلم فور النطق به.

### المادة 4
إذا لم يتظلم من قبض عليه على الوجه المبين بالمادة الأولى، وجب على قسم الإدعاء عرض الأوراق على المحكمة المختصة في المدد المحددة للتظلم بطلب استمرار تنفيذ أمر القبض.

### المادة 5
1. يجوز لوزير الداخلية أن يأمر في أي وقت بالإفراج عن شخص سبق أن صدر قرار بالقبض عليه بالتطبيق لأحكام هذا القانون.
2. ويفرج حتما عن الشخص المقبوض عليه في اليوم الأخير للسنوات الثلاث المشار إليها في المادة الأولى.

### المادة 6
كل من كان مودعا السجون المخصصة تنفيذا لأمر الحجز الصادر بالتطبيق لنظام الأمن العام (1) يعتبر مقبوضا عليه طبقا لهذا القانون وتسرى في حقه المواعيد الخاصة بالتظلم على أساس أن تاريخ العمل بالقانون هو بداية الحق في التظلم.

### المادة 7
يلغى قانون الأمن العام لسنة 1965 والإعلان الصادر في 22 أبريل 1965 ونظام الأمن العام رقم (1).

### المادة 8
تضاف فقرة جديدة يرقم (3) إلى المادة 79 من قانون أصول المحاكمات الجزائية يكون نصها:-
" وفي الجرائم المضرة بأمن الدولة من الداخل أو الخارج المنصوص عليها في قانون العقوبات يكون الاذن بالتوقيف لمدة غير محددة.
وللمأذون بتوقيفه أن يتظلم من التوقيف لمصر الأمر إذا أمضى شهر على صدور القرار برفض التظلم".

### المادة 9
على وزير الداخلية ووزير العدل تنفيذ هذا القانون، ويعمل به من تاريخ نشره في الجريدة الرسمية.

## التاريخ
اكتسبت البحرين استقلالها الكامل عن بريطانيا في عام 1971 وكان يحكمها الأمير عيسى بن سلمان آل خليفة. آل خليفة الذين ينتمون إلى الأقلية السنية يحكمون الأغلبية الشيعية. في عام 1972 أصدر الأمير مرسوما يدعو لإنشاء الجمعية الدستورية المكلفة بإصدار أول دستور للبلاد. تم انتخاب 22 عضوا لصياغة دستور في يونيو 1973 الذين دعوا إلى انتخاب 30 عضوا للمجلس الوطني بغرفة واحدة في نوفمبر من نفس العام.
كان الانفراج السياسي بين أسرة آل خليفة وقوات متباينة من المجتمع المدني تفكك في خلال عامين فقط. إن دور المجلس الوطني قصيرة الأمد الذي استمر لدورتين فقط قبل حله بالقوة من قبل الأمير في 1975 لرفضه المصادقة على المرسوم بقانون بشأن تدابير أمن الدولة الذي يسمح لاعتقال واحتجاز لمدة تصل إلى ثلاث سنوات دون محاكمة أي شخص يشتبه في أنه يشكل تهديدا من خلال أعمال غير محددة أو البيانات داخلية في البحرين أو الأمن الخارجي. عندما سئل عن سبب حل المجلس الوطني أجاب وزير الإعلام محمد إبراهيم المطوع أن ذلك أعاق الحكومة.
تم تنفيذ قانون أمن الدولة بالقوة جنبا إلى جنب مع مرسوم تأجيل انتخابات المجلس الوطني وعلقت 40 مادة في الدستور متعلقة بالمجلس الوطني ونقلت السلطات التشريعية إلى الأمير ومجلس وزرائه. في وقت لاحق لم تعقد انتخابات جديدة للمجلس الوطني لمدة 27 عاما حتى عام 2001 عندما تم صياغة دستور جديد تحت رعاية الملك حمد بن عيسى آل خليفة.
أعطت السلطة المطلقة للأمير من قبل المجلس الوطني الحرية له في تعيين أعضاء أسرة آل خليفة في المناصب السياسية الرئيسية في الحكومة البحرينية بما في ذلك رئيس الوزراء ووزراء الداخلية والدفاع والخارجية والعدل. تأسيس الأحزاب السياسية غير مشروعة على الرغم من أن الدستور يكفل حقوق الإنسان الأساسية والمراسيم الجديدة قوضت سلطة الدستور مما سمح بحريات محدودة للغاية في مجال التعبير والدين والصحافة والحق في التجمع العام والخاص وحقوق الأشخاص المحرومين من الحرية. قانون أمن الدولة جنبا إلى جنب مع المرسوم الأميري رقم 7 لسنة 1976 بإنشاء محكمة أمن الدولة التي تسمح بانتهاك حقوق الإنسان حسب معايير الإعلان العالمي لحقوق الإنسان وقانون الإجراءات الجنائية البحريني لعام 1966.

## إلغاء الحريات السياسية والمدنية
وضعت الحكومة السابقة في البحرين نمط من الانتهاكات المنهجية لحقوق الإنسان ضد المواطنين الذين رفعوا مطالبهم لإعادة فرض دستور وطني وإعادة عقد المجلس الوطني وكلاهما ألغي بموجب قانون أمن الدولة. كانت الاعتقالات التعسفية والاعترافات تحت الإكراه أو الاحتجاز السابق للمحاكمة والمحاكمات الجائرة مطبقة على نطاق واسع بالذات على الأغلبية الشيعية بالبلد.
في عام 1976 فرضت الحكومة البحرينية قانون العقوبات الجديد الذي ألغى العديد من الحريات المدنية والحقوق السياسية المحمية بموجب دستور عام 1973 والذي يجرم مجموعة واسعة من الأنشطة السياسية غير العنيفة. على مدى العقدين التاليين صدرت العديد من المراسيم التي تزيد من تقويض الحقوق السياسية والمدنية الأساسية. كان المواطنون في البحرين عرضة للتفتيش والمصادرة أو السجن دون تهمة أو المحاكمة لانتقاد الحكومة علنا. تم رصد جميع الاتصالات الداخلية والخارجية من المواطنين البحرينيين والأحزاب السياسية التي كانت محظورة ونادرا من كان تعطى الموافقة للتجمع وسيطرة الدولة على الصحافة من قبل الرقابة على المواد السياسية الداخلية أو أي ذكر لدول الجوار في البحرين.
بحلول نهاية عقد 1970 فإن المعارضة الوطنية اليسارية والعلمانية قد تعثرت بسبب موجات من الاعتقالات والنفي القسري. الثورة الإيرانية في عام 1979 حرضت الأغلبية الشيعية الذي أسسوا منظمات معارضة مثل الجبهة الإسلامية لتحرير البحرين كمنظمة معارضة شيعية التي تعادي حكومة البحرين على أساس طائفي مذهبي. في عام 1981 ألقي القبض على 73 شخصا من قبل الحكومة بتهمة التآمر لقلب نظام الدولة بدعم من إيران وبدأ تدفق الاتهامات ضد المواطنين الذين يشتبه بتورطهم مع منظمات إرهابية دولية أو مجموعات متطرفة مرتبطة بالحكومة الإيرانية. رفضت الحكومة البحرينية باستمرار الاضطرابات الطائفية التي كانت بتحريض من حزب الله ودعم من قبل إيران. تم استهداف أعضاء الطائفة الشيعية في البحرين بشكل منتظم في الاحتجاجات السلمية والتجمعات غير المبررة مثل مواكب الجنازات. سعت السلطات بوحشية لقمع الانتفاضات بالاستخدام المتكرر للذخيرة الحية لتفريق الحشود مما ترتب عليه قتل للمدنيين العزل.
بعد حرب الخليج الثانية في عام 1991 سمح المناخ بتحسين حقوق الإنسان للعديد من المواطنين في المنفى بالعودة إلى البحرين وأطلق سراح عشرين سجينا على الأقل أدينوا بالمشاركة في محاولة انقلاب مزعومة في البحرين. كانت هذه الفترة قصيرة حيث زاد السخط على نطاق واسع في استمرار غياب الحقوق السياسية والمدنية واستمرت الحكومة غير مستجيبة. في يناير 1993 تم التوقيع على عريضة طلب حوار جديد على استعادة الحقوق الديمقراطية التي كتبها شخصيات سنية وشيعية رائدة وقدمت للأمير ولكن قوبلت مطالبهم بالرفض. قبل شهرين من هذه العريضة دعا الأمير لإنشاء مجلس الشورى وهي هيئة ديمقراطية وهمية تتكون من 30 عضوا يتم تعيينهم من قبل الحكومة وليس لديهم صلاحيات تشريعية. لا يزال المجلس موجودا حتى اليوم كأحد غرفتي المجلس الوطني حيث يتم تعيين أعضاء أعطوا نفس السلطات التشريعية لمجلس النواب المنتخب.
في ديسمبر 1994 نزل المتظاهرين إلى الشوارع للمطالبة باستعادة الحقوق الديمقراطية وإعادة عقد المجلس الوطني. ردت الحكومة البحرينية من خلال تجاهل المطالب وخنق دعوات التغيير السياسي من خلال انتهاكات واسعة لحقوق الإنسان. اعتقل الآلاف من الرجال والنساء والأطفال في فترة عشرة أشهر ما بين ديسمبر 1994 وأكتوبر 1995 تحت اتهامات تعسفية بموجب قانون أمن الدولة. ما لا يقل عن 100 شخص اتهموا في وقت لاحق وأدينوا بأحكام بالسجن وبعقوبة الإعدام في حالة واحدة. قتل اثنين من السجناء أثناء احتجازهما لدى الشرطة. استخدمت قوات الشرطة وشرطة مكافحة الشغب وسائل عنيفة ضد المتظاهرين لتفريق الحشود. بحلول عام 1995 فقد توفي عشرة أشخاص من المواطنين البحرينيين على ما يبدوا قد أعدموا خارج نطاق القضاء ونفي ما لا يقل عن عشرين مواطن بحريني أو منعوا من دخول البلاد عند محاولة العودة.

## التعذيب
بقي التعذيب منتشرا في السجون البحرينية وفقا لقانون أمن الدولة وكان غالبا ما أجري في المراحل الأولى من الاعتقال ضد الأشخاص الذين يخضعون للاستجواب. بالإضافة إلى استخراج اعترافات من المشتبه بهم خلال هذه الاستجوابات فقد كان التعذيب وسيلة تستخدم للحصول على توقيعات من المعتقلين على التخلي عن الانتماءات السياسية والكف عن الأنشطة المناهضة للحكومة في المستقبل أو إجبارهم على التعاون مع السلطات من خلال كتابة التقارير عن أنشطة المعارضين السياسيين الآخرين. تصريحات المعتقلين السياسيين السابقين ذكرت أن الأشكال الشائعة للتعذيب شملت: الضرب الجسدي والاعتداء النفسي والتحرش الجنسي والتهديد ضد عائلة وأصدقاء المعتقل والإهانات والإذلال تجاه المعتقل والمذهب الشيعي.
فشلت الحكومة البحرينية في الكشف عن عن أسماء الأفراد الذين اعتقلوا أو مواقع احتجازهم. منع الغالبية العظمى من الحصول على محامي الدفاع أو الاتصال بأفراد الأسرة أثناء احتجازهم وحوكموا سرا من قبل محكمة أمن الدولة حيث كانت معظم إجراءات الحماية القانونية غائبة. لم يتم إجراء أية جهود للتحقيق في مزاعم التعذيب أو وفاة متظاهرين من أجل الإصلاح. واصلت الحكومة البحرينية حرمان منظمات حقوق الإنسان مثل منظمة العفو الدولية أو هيومن رايتس ووتش الدخول إلى البلاد لجمع المعلومات الرسمية للتحقيق في مزاعم التعذيب وانتهاكات حقوق الإنسان.
نفت الحكومة البحرينية باستمرار أن قواتها ارتكبت انتهاكات واسعة النطاق لحقوق الإنسان وأنها لا تزال ضمن الحدود القانونية فيما يتعلق بالقبض والإجراءات القضائية وأن المعتقلين يتلقون محاكمات عادلة ومعاملة جيدة أثناء الاحتجاز. نفت الحكومة أيضا أنها تستخدم أي شكل من أشكال التعذيب أو الإيذاء البدني. شرعت الحكومة في نقل حوادث العنف التي ترتكب ضد قوات الأمن وأعمال التخريب التي ترتكبها العناصر المتطرفة. سفير الولايات المتحدة في البحرين في عام 1997 أكد موقف حكومته بأن الادعاءات الموجهة ضد البحرين بمزاعم انتهاكها لحقوق الإنسان غير موجودة وأنها حالات فردية عشوائية ضد المتعصبين والمتطرفين الأصوليين الذين لهم صلة بالإرهابيين في البحرين. لا يوجد دليل من قبل الحكومة لدعم هذه البيانات أو غيرها تثبت التدخل الأجنبي في الشؤون الداخلية للبحرين كمصدر للتوترات الداخلية أو كمبرر للطريقة التي تعاملت بها السلطات الاضطرابات السياسية. علاوة على ذلك لا يوجد أي دليل على أن الأشخاص المسؤولين عن التغاضي عن أعمال التعذيب تم التحقيق معهم عن تلك الأفعال. وضعت الحكومة الحالية مرسوم العفو الذي يمنع موظفي جهاز الأمن الوطني من المحاكمة في ظل الدستور السابق. حتى الآن لم يتم محاكمة أي موظف في الجهاز بزعم التعذيب أو سوء المعاملة على الرغم من أن ممارسة التعذيب في البحرين خلال عقدي 1980 و1990 قد تم توثيقه جيدا.

## وفاة الأمير وإلغاء قانون أمن الدولة
بعد وفاة عيسى بن سلمان آل خليفة في عام 1999 خلفه ابنه حمد بن عيسى آل خليفة في حكم البلاد. بعد فترة وجيزة من بداية حكمه شرع الملك حمد عهد جديد من الإصلاح الديمقراطي وبحلول نوفمبر 2000 أنشئت لجنة لصياغة خطة لتحويل البحرين من إمارة وراثية إلى ملكية دستورية في غضون عامين. طرح ميثاق العمل الوطني للجمهور البحريني في أول استفتاء شامل في البلاد منذ حل المجلس الوطني في عام 1974 حيث وافق 94.8٪ من الناخبين على الميثاق. في 5 فبراير 2001 أصدر الملك حمد مرسوما بالعفو عن السجناء السياسيين المتهمين بارتكاب جرائم أمن الدولة سواء كانوا اعتقلوا أو يواجهون تهما أو محكوم عليهم سواء في البحرين أو أثناء النفي في الخارج. مكن مرسوم العفو من حصول جميع المواطنين المتورطين في قضايا سياسية وأمنية في عهد الدولة الأمنية إلى العودة إلى البحرين دون الحاجة لمواجهة اتهامات مما أدى إلى عدوة المئات إلى البلاد. في يوم 21 أكتوبر 2010 أعلنت الحكومة البحرينية أنه صدر 43 مرسوم عفو منذ عام 2001 عن 2639 مدان لتورطهم في قضايا أمنية يخص الإرهاب أو الدولة. بعد تنفيذ قانون العفو في 5 فبراير ألغى الملك حمد رسميا قانون ومحاكم أمن الدولة التي تم تنفيذها خلال حكم والده. بعد عام واحد في فبراير 2002 بعد استفتاء وطني تحولت البحرين إلى النظام الملكي الدستوري وغير لقبه من أمير إلى ملك.

## عودة ظهور انتهاكات حقوق الإنسان ومزاعم التعذيب
في فبراير 2010 أعلنت هيومن رايتس ووتش في مؤتمر صحفي عن تقريرها بشأن الادعاءات الأخيرة للتعذيب في البحرين. أشار التقرير إلى أن البحرين قد انتهجت بنجاح استخدام التعذيب لجزء كبير من العقد الماضي مما أثار مخاوف حول عدم جدية الحكومة في التحقيق في الحالات الموثقة حديثا عن سوء المعاملة. منذ صدور هذا التقرير ألقي القبض على مئات من الشبان و23 مواطن بارزا بينهم أربعة من رجال الدين الشيعة قبل أسابيع من الانتخابات البرلمانية في البلاد بتهمة نشر معلومات كاذبة والتحريض على العنف والتحريض على الإرهاب أو التخطيط لإسقاط الحكومة. مراقبين مستقلين يرجحون أن اتهامات التعذيب ضد أولئك الذين ألقي القبض عليهم ذات مصداقية ويعتقدون أن الحكومة تبالغ ولا تملك أي دليل عن تآمر المعارضة للإطاحة بالحكومة الحالية. في أغسطس 2010 ذكرت مجلة ذي إيكونومست عن ارتفاع التوتر الطائفي نتيجة رد فعل مبالغ من الحكومة على احتجاجات أحزاب المعارضة لا سيما الشيعية منها مما يشوه الجميع سمعة البحرين باعتبارها مملكة ديمقراطية محدودة وليدة.